# Chvalová
Chvalová és un poble i municipi d'Eslovàquia que es troba a la regió de Banská Bystrica.

## Història
La primera menció escrita de la vila es remunta al 1343.

## Demografia
| Godina             | 1994 | 2004   | 2014    | 2024   |
| ------------------ | ---- | ------ | ------- | ------ |
| Nombre de persones | 157  | 165    | 207     | 194    |
| Diferència         |      | +5,09% | +25,45% | −6,28% |

| Godina             | 2023 | 2024   |
| ------------------ | ---- | ------ |
| Nombre de persones | 193  | 194    |
| Diferència         |      | +0,51% |